# Майбурово
Майбу́рово (рос. Майбурово) — присілок у складі Верхньокамського району Кіровської області, Росія. Входить до складу Кайського сільського поселення.
Населення становить 2 особи (2010, 2 у 2002).
Національний склад станом на 2002 рік — росіяни 100 %.